# Entoni Brajan Gudman
Entoni Brajan Gudman (en: Anthony Brian Goodman) je preduzetnik i lider u oblasti tehnologije i finansija, poznat po svojoj ulozi u osnivanju i vođenju više kompanija.

## Biografija
Entoni Brajan Gudmen je rođen 1959. godine. Diplomirao je na Univerzitetu u Vitvatersrandu. Pre nego što je započeo svoju karijeru u tehnološkoj i finansijskoj industriji, bio je potpredsednik za marketing i prodaju u Allergan Pharmaceuticals (Pty).

## Karijera i postignuća
- Golden Matrix Group, Inc.: Gudman je osnivač ove kompanije i trenutno obavlja više ključnih funkcija, uključujući predsednika, izvršnog direktora, sekretara i blagajnika. Golden Matrix Group je poznata po razvoju tehnologija za igre na sreću i online igre.[2]
- Articulate Pty Ltd: osnivač i rukovodilac.
- Global Technology Group Pty Ltd: Gudman je izvršni direktor ove podružnice Golden Matrix Group, gde je odgovoran za strateško vođenje i razvoj tehnologije.
- Elray Resources, Inc.: Gudman je u isto vreme predsednik, izvršni direktor, finansijski direktor, sekretar i direktor ove kompanije, koja se bavi istraživanjem i razvojem u resursnom sektoru.
- Luxor Capital LLC i Goodman Capital Group LLC: Gudman je član oba investiciona fonda, gde doprinosi svojim iskustvom u upravljanju kapitalom i strategijama ulaganja.